# Coleophora brigensis
Coleophora brigensis é uma espécie de mariposa do gênero Coleophora pertencente à família Coleophoridae.